# Oroya peruviana
Oroya peruviana es una especie de planta fanerógama de la familia Cactaceae, endémica de Cuzco y Junín en Perú, cuyo cultivo se ha extendido por todo el mundo.

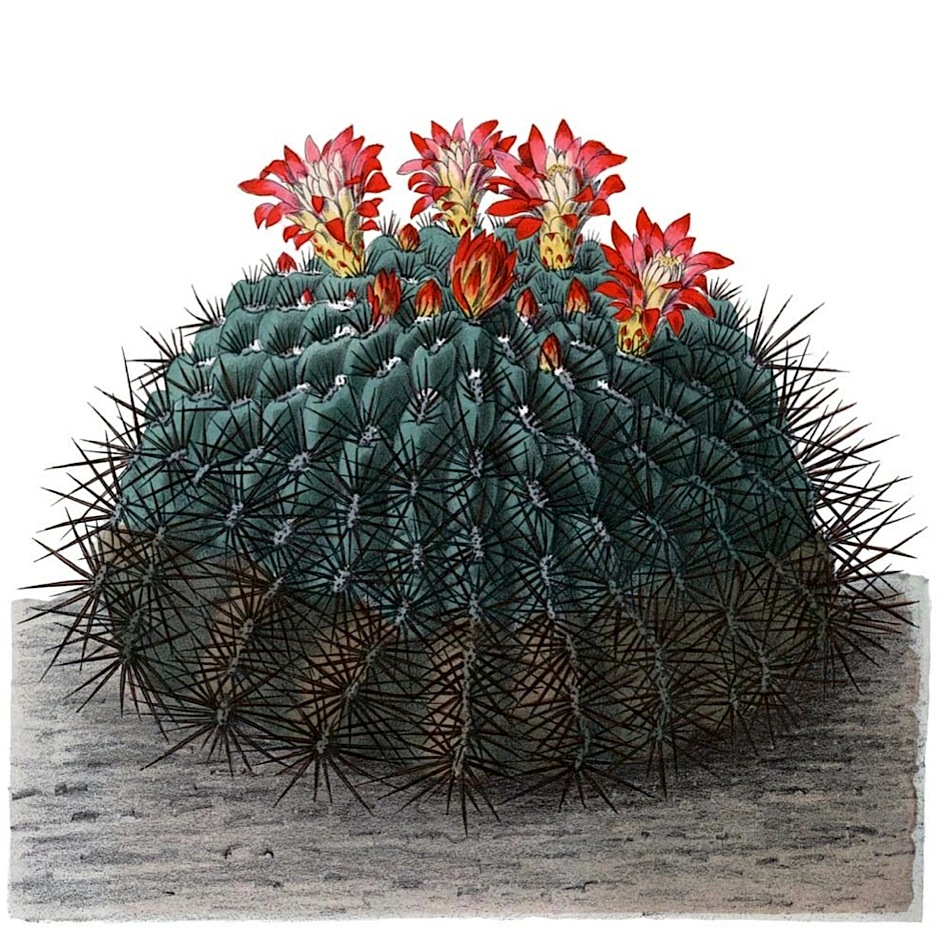
Ilustración

## Descripción
Es un cactus de forma globosa y cuerpo solitario que puede alcanzar unos 20 cm de diámetro por 30 cm de altura. Tiene numerosas espinas curvadas en cada areola de color dorado a marrón. Las flores aparecen a principios de verano alrededor del ápice de la planta en tonos mezclados de rosa y rojo con el centro amarillo, para después formarse unas bayas huecas de color rojo.

## Taxonomía
Oroya peruviana fue descrita por (K.Schum.) Britton & Rose y publicado en The Cactaceae; descriptions and illustrations of plants of the cactus family 3: 102. 1922.
Etimología
Oroya: nombre genérico que se refiere a la ciudad de La Oroya, en Perú, que está cerca del lugar donde se descubrieron las primeras plantas.
peruviana: epíteto geográfico que alude a su localización en Perú.
Sinonimia
- Echinocactus peruvianus
- Oroya neoperuviana
- Oroya laxiareolata
- Oroya subocculta
- Oroya gibbosa